# 덕적군도
덕적군도(德積群島)는 인천 옹진군의 도서로 덕적면 일원과 자월면 선갑도이다.

## 구성된 섬
- 덕적도(德積島)
- 소야도(蘇爺島)
- 문갑도(文甲島)
- 선갑도(仙甲島)
- 굴업도(掘業島)
- 백아도(白牙島)